# Charlie Ondras
Charlie Ondras (5 octobre 1966 - 22 juin 1992) est un musicien américain, principalement connu pour avoir officié au sein de Boss Hog.
Membre du groupe Unsane, où il officiait déjà avec Pete Shore, ils ont été recrutés par Cristina Martinez quand elle a fondé dans l'urgence Boss Hog pour remplacer au pied levé un groupe qui s'était décommandé pour un concert au mythique CBGB's.
Il a participé au premier extended play du groupe, Drinkin', Lechin' & Lyin' (1989, et au premier album Cold Hands en 1990. Il a ensuite quitté le groupe avec Pete Shore, Kurt Wolf et Jerry Teel, remplacés par Jens Jurgensen et Hollis Queens.

## Liens
- Unsane
- Boss Hog